# 罗伯特·戈登·史普罗
罗伯特·戈登·史普罗（英語：Robert Gordon Sproul，1891年5月22日—1975年9月10日），1930年-1952年间担任美国加利福尼亚大学伯克利分校第十一任校长（也是最后一任），1952年-1958年间担任美国加州大学系统的首任校长。